# Роґувко (Торунський повіт)
Роґувко (пол. Rogówko) — село в Польщі, у гміні Любич Торунського повіту Куявсько-Поморського воєводства.
Населення — 623 особи (2011).
У 1975-1998 роках село належало до Торунського воєводства.

## Демографія
Демографічна структура станом на 31 березня 2011 року:
|          | Загалом | Допрацездатний вік | Працездатний вік | Постпрацездатний вік |
| -------- | ------- | ------------------ | ---------------- | -------------------- |
| Чоловіки | 327     | 84                 | 218              | 25                   |
| Жінки    | 296     | 69                 | 176              | 51                   |
| Разом    | 623     | 153                | 394              | 76                   |